# 三裂钟紫堇
三裂钟紫堇（学名：Corydalis trilobipetala）为罂粟科紫堇属下的一个种。

## 扩展阅读
- 維基物種上的相關：三裂钟紫堇